# Pizza

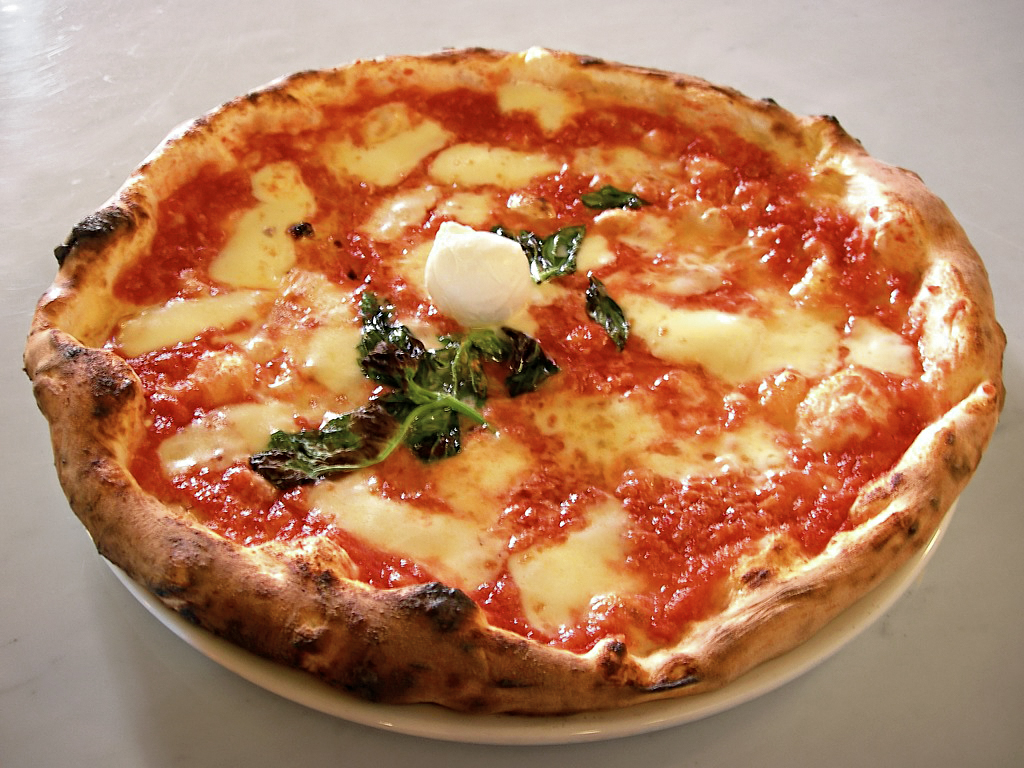
Klassische neapolitanische Pizza Margherita

Eine Pizza (Aussprache [ˈpɪtsa], italienisch [ˈpitːsa], deutscher Plural: die Pizzas oder die Pizzen) ist ein vor dem Backen würzig belegtes Fladenbrot aus einfachem Hefeteig aus der italienischen Küche. Die heutige international verbreitete Variante mit Tomatensauce und Käse als Basis stammt vermutlich aus Neapel.
2017 wurde die neapolitanische Kunst des Pizzabäckers (Art of Neapolitan ‘Pizzaiuolo’) in die UNESCO-Liste des immateriellen Kulturerbes der Menschheit aufgenommen. Neben Spaghetti ist die Pizza heute das bekannteste italienische Nationalgericht; sie wird weltweit angeboten.

## Etymologie
Die Etymologie des Wortes Pizza ist nicht abschließend geklärt. Folgende Spuren wurden verfolgt:
- Das Wort stammt vom langobardischen pizzo oder bizzo, was dem deutschen „Bissen“ entspricht, vgl. auch Imbiss. Diese Herleitung wird heute vom Dizionario etimologico della lingua italiana von 1979/1988 (Neudruck 1999) als richtig vermutet.[3]
- Das Wort stammt aus dem jüngeren orientalisch-semitischen Raum (z. B. dem Arabischen), ist von dort ins Griechische als Pita eingewandert und von da ins Italienische entlehnt worden.
- Das Wort ist noch älter und steht in Zusammenhang mit dem hebräischen Wort פַת pat (Stück Brot; bibl. noch Brocken) oder Mittelägypt. bjt (Fladen).
- Ihm liegt das italienische pitta (lateinisch picta) zugrunde, diesem vermutlich wiederum das griechische pēktos (πηκτός; fest, geronnen).
- Das Wort stammt von einem anderen italienischen Wort, z. B.
  - von pestare, „zerstampfen“, wie auch bei Pesto, vgl. lateinisch pista „gestampft, gestoßen“, pistor „Bäcker, Müller“.
  - von pinza, einem Dialektwort, das immer noch in einigen italienischen Mundarten vorkommt und sich vom lateinischen pinsere (zerstoßen) ableitet. Im Mittellateinischen wurde das Verb in der Bedeutung „backen“ gebraucht.[4] Vgl. auch Italienisch pinza und Venezianisch pinsa.[5]
  - vom neapolitanischen piceà bzw. pizzà für „zupfen“ abgeleitet, vergleiche kalabrisch pitta und mittellateinisch pecia („Stück“, „Teil“, „Fetzen“).

## Geschichte

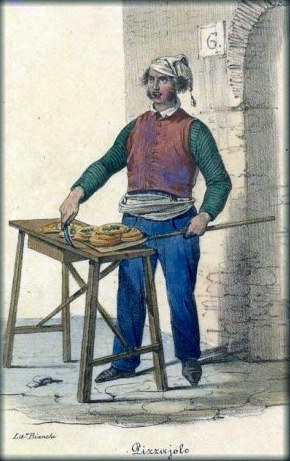
Pizzabäcker, 1830

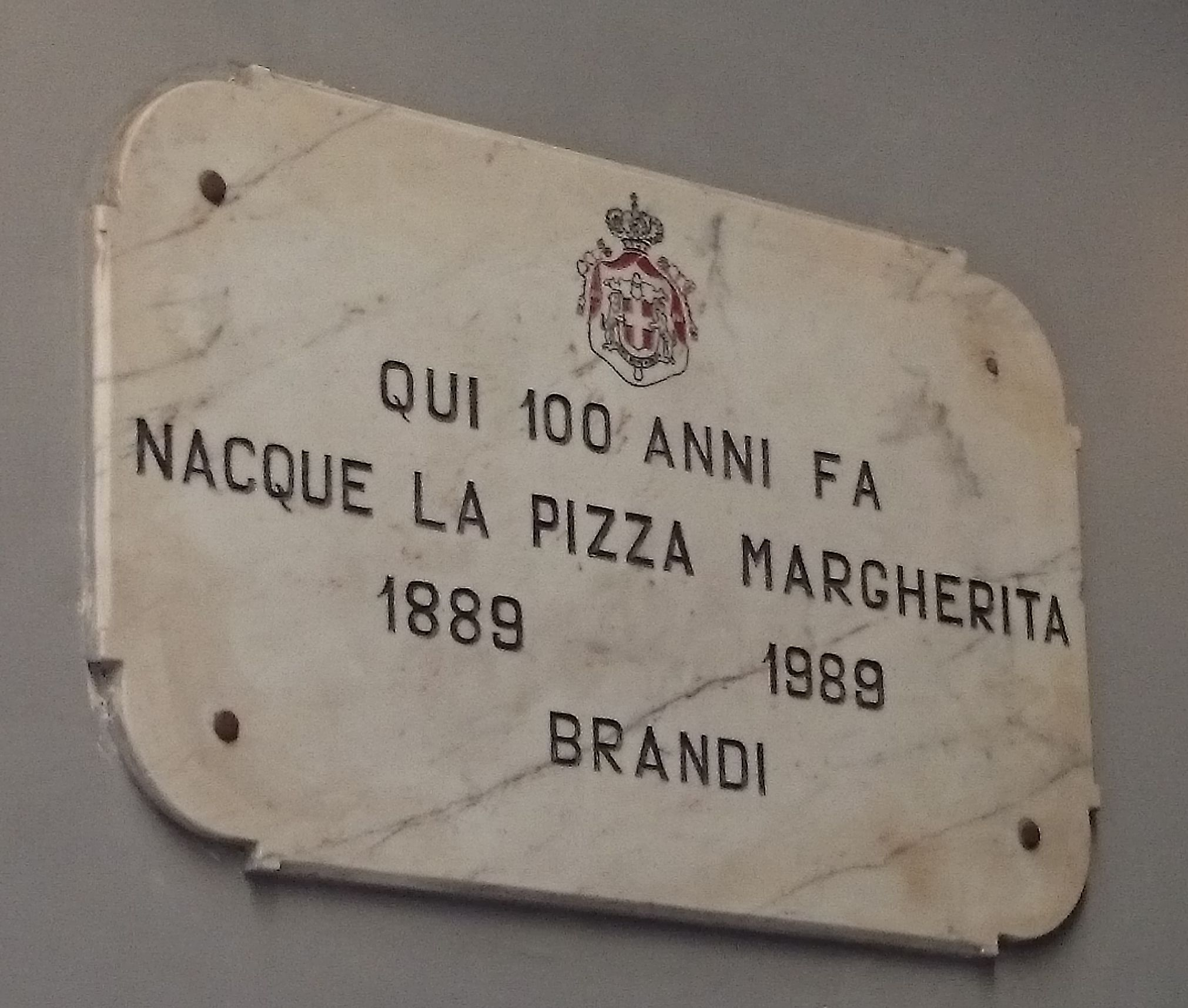
Schild vor dem Restaurant Brandi in Neapel

### 18. Jahrhundert
Die nur mit Olivenöl beträufelte, mit Tomatenscheiben und Oregano oder Basilikum belegte Pizza ist seit etwa der Mitte des 18. Jahrhunderts nachgewiesen, als die Tomate in Süditalien populär wurde. Der Name ist vermutlich älter – die apulische Pizza pugliese oder die kalabresische Pitta inchiusa zum Beispiel enthalten neben Hefeteig nur seit alters bekannte Zutaten wie Olivenöl, Zwiebeln, Salz oder Schweineschmalz. Der ligurischen Focaccia ähnliche Fladenbrote sind seit der Antike verbreitet. Da Pizza bei sehr hoher Temperatur gebacken werden sollte, was in den wenigsten Haushalten möglich war, wurde sie anfangs vorbereitet und ungebacken zum örtlichen Bäcker gebracht, bis ein eigener Handwerkszweig der Pizzamacher, der Pizzaiolo, entstand, der den Teig selbst herstellte und belegte.

### 19. Jahrhundert / Pizza Margherita
Eine Pizza, die heutigen Vorstellungen entspricht, soll erstmals am 11. Juni 1889 in Neapel vom Pizzaiolo Raffaele Esposito von der Pizzeria Brandi hergestellt worden sein, der beauftragt worden sein soll, König Umberto I. und seiner Frau Margherita eine Pizza zu servieren. Diese soll er patriotisch mit Zutaten in den italienischen Nationalfarben belegt haben: Basilikum (grün), Mozzarella (weiß) und Tomaten (rot). Diese ist bis heute unter dem Namen Pizza Margherita eine der bekanntesten und verbreitetsten Pizzavarianten.
Die Legende dazu ist jedoch mittlerweile von Historikern widerlegt worden. Die Königin ließ sich bereits vorher von jeweils anderen Pizzabäckern Pizza in den Palast bringen. 1880 erschien hierüber ein Zeitungsartikel auch in der Washington Post: Aus einer Liste mit 35 verschiedenen Pizzabelägen wählte sie acht Sorten aus, die dann für sie gebacken wurden. Esposito war lediglich der einzige, der die Empfangsbestätigung des Hofes aufbewahrte.

### 20. Jahrhundert
Durch italienische Auswanderer verbreitete sich die Pizza gegen Ende des 19. Jahrhunderts auch in den USA. Im April 1937 gründete Curzio Bertozzi das Restaurant International in Zürich. Spätestens ab 1944 war es für seine Pizza Napoletana bekannt. Im Oktober 1937 wurde in Frankfurt am Main erstmals eine Pizza im Rahmen der 7. Internationalen Kochkunst-Ausstellung der Messe Frankfurt zubereitet.

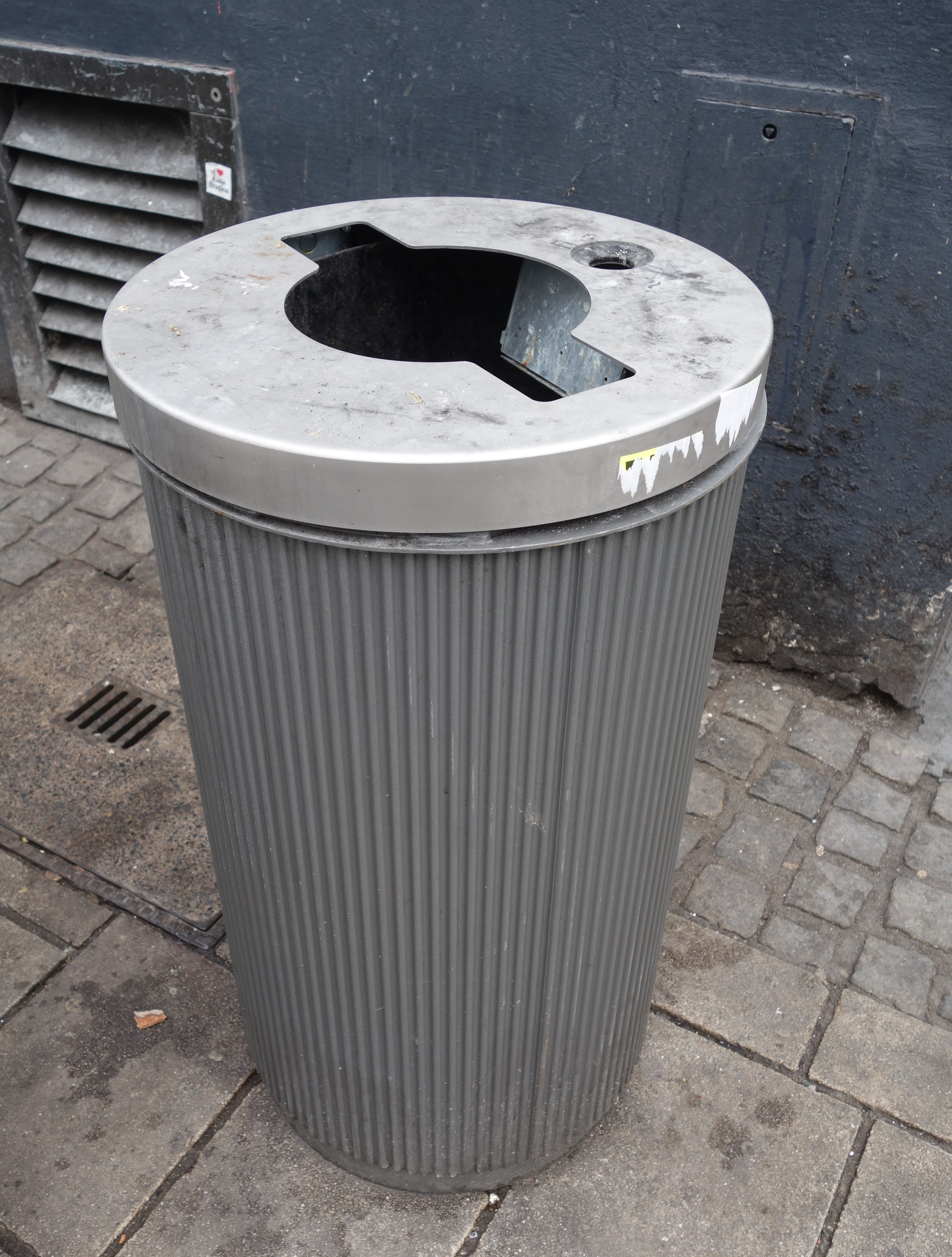
Abfalleimer mit Einwurföffnung für Pizzakartons (Düsseldorf, seit Juni 2025)

Nach dem Zweiten Weltkrieg wurde Pizza auch in Europa außerhalb Italiens bekannter. Die erste Pizzeria in Deutschland wurde von Nicolino di Camillo (1921–2015) im März 1952 in Würzburg unter dem Namen Sabbie di Capri eröffnet. Von hier aus begann der Siegeszug der Pizza in Deutschland. Die erste Pizzeria in Wien wurde 1975 von Pasquale Tavella eröffnet.

## Zubereitung

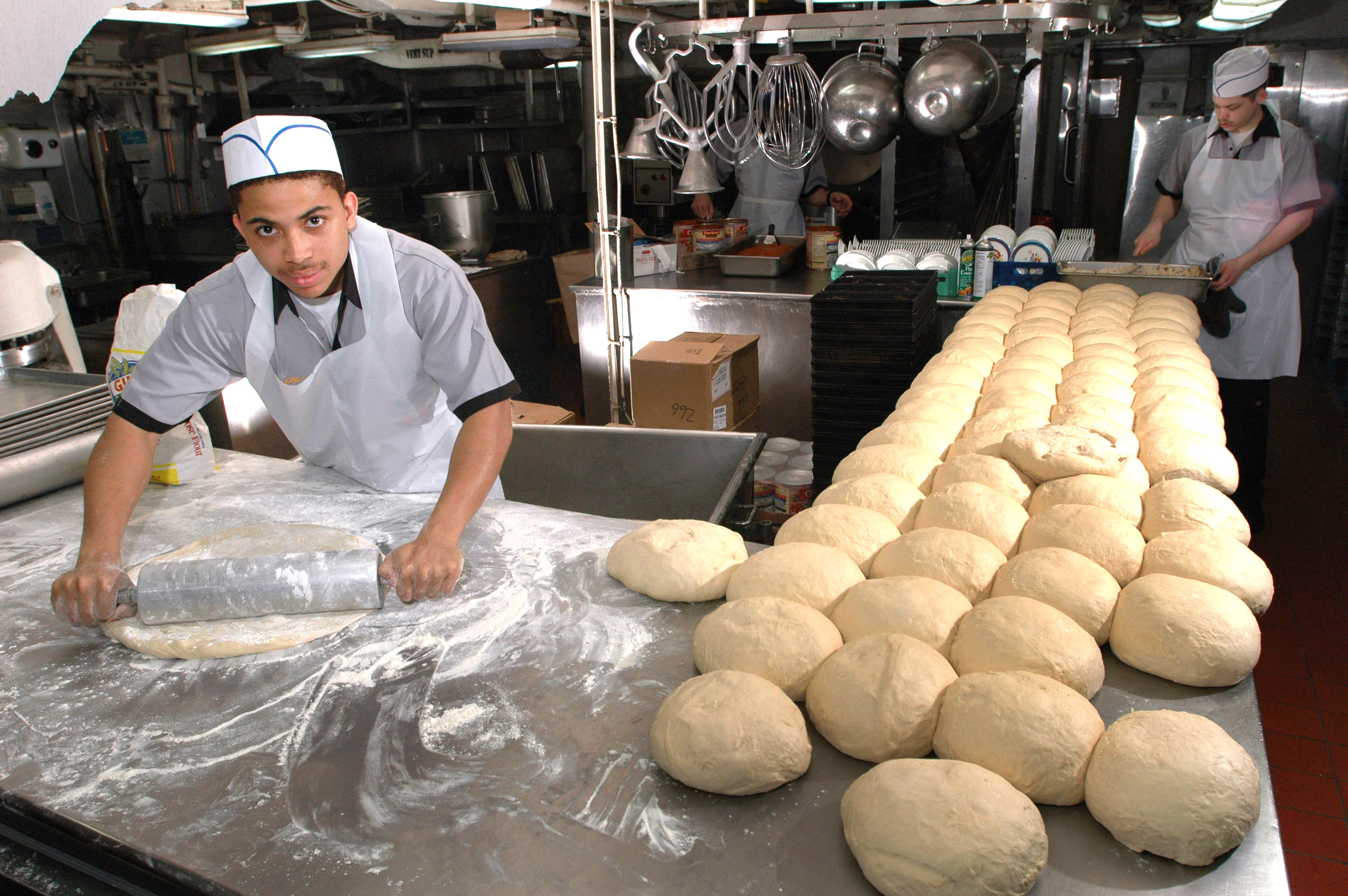
Pizzazubereitung beginnt immer mit dem Teig. Aufnahme aus der Küche eines amerikanischen Flugzeugträgers (2006).

Zur Zubereitung wird zuerst ein einfacher Hefeteig aus Mehl, Wasser, wenig Hefe, Salz und eventuell etwas Olivenöl hergestellt, gründlich durchgeknetet und nach einer Gehzeit von mindestens einer Stunde bei Zimmertemperatur dünn ausgerollt oder mit den bemehlten Händen dünn ausgezogen. Geübte Pizzabäcker ziehen den Teig über den Handrücken und weiten ihn durch Kreisenlassen in der Luft.
Dann wird der Teig mit den Zutaten je nach Rezept nicht zu üppig belegt, meist mit passierten Dosentomaten oder Salsa pizzaiola, einer vorher gekochten sämigen Tomatensauce. Anschließend wird der Teig mit Käse (klassisch ist Mozzarella) und den übrigen Zutaten belegt und zum Abschluss mit etwas Olivenöl beträufelt.
Schließlich wird die Pizza bei einer möglichst hohen Temperatur von 400 bis 500 °C für wenige Minuten kurz gebacken. Der traditionelle Kuppelofen ist gemauert, und die Hitze wird über ein Holzfeuer direkt im Backraum erzeugt. Moderne Pizzaöfen werden oft mit Gas oder Strom beheizt.

## Arten

### Pizza Napoletana

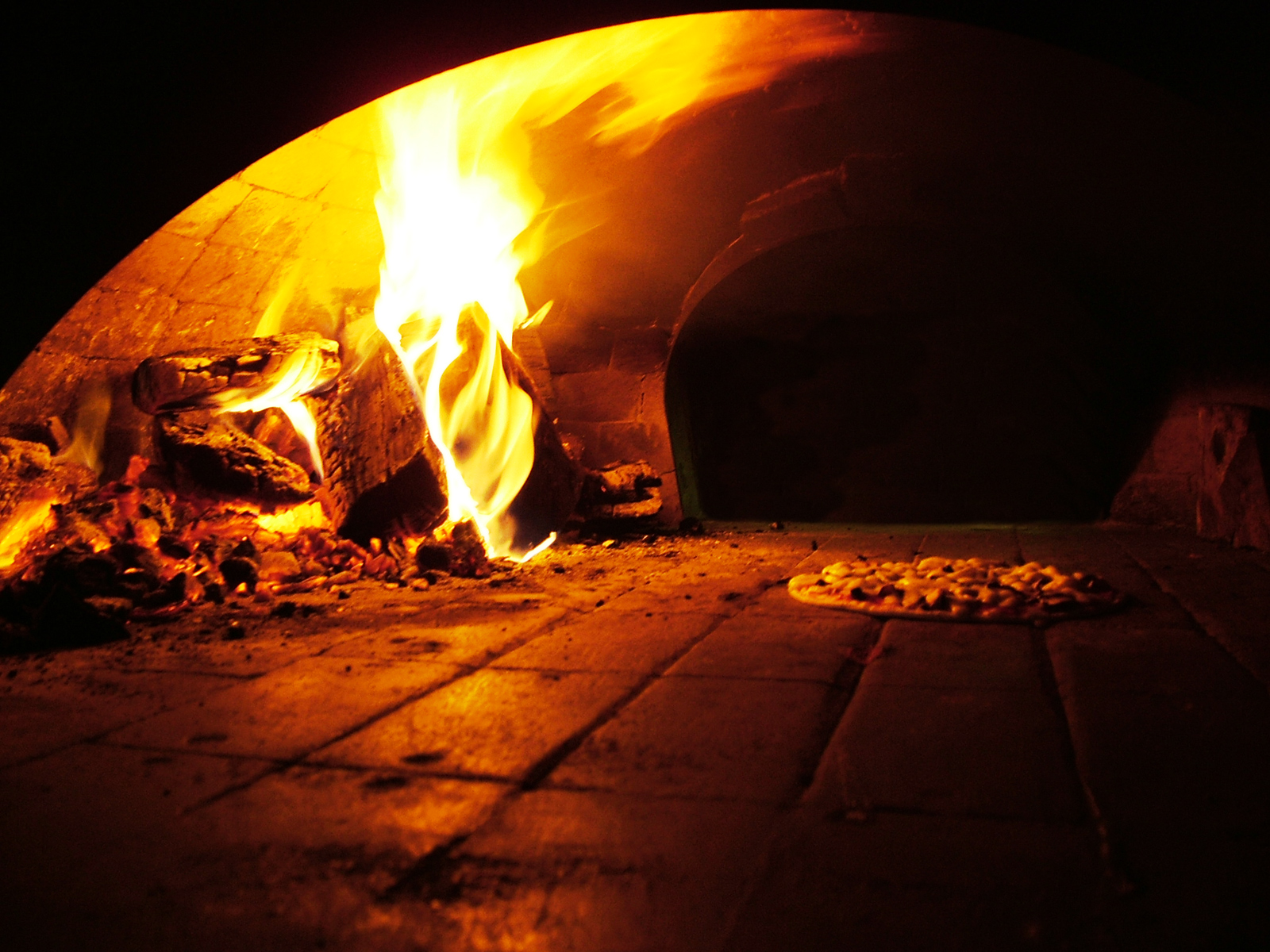
Traditioneller Pizzaofen mit Holzbefeuerung

Als Reaktion auf die Verbreitung von Fast-Food-Pizza und Tiefkühlpizza wurde 1984 in Neapel mit Unterstützung der Region Kampanien die Associazione Verace Pizza Napoletana (AVPN) gegründet, die sich die Wahrung der Tradition der Pizza Napoletana zur Aufgabe gestellt hat. Ihre Mitglieder, Pizzerien auf der ganzen Welt, dürfen ihre Pizza als Verace Pizza Napoletana (echte neapolitanische Pizza) bezeichnen. Die traditionelle Herstellungsweise und die Verwendung der korrekten Zutaten wird regelmäßig kontrolliert.
Am 9. Februar 2005 wurde die Pizza Napoletana als Warenzeichen innerhalb der Europäischen Union eingetragen und die zugelassenen Zutaten festgelegt. Die Herstellung einer verace Pizza Napoletana artigianale (echte handgemachte neapolitanische Pizza) als specialità tradizionale garantita (STG, garantiert traditionelle Spezialität) wird in der italienischen Norm UNI 10791:98 und der EU-Verordnung 97/2010 festgeschrieben.
Seit 5. Februar 2010 ist die traditionelle Zusammensetzung oder das traditionelle Herstellungsverfahren des Produktes als garantiert traditionelle Spezialität (g. t. S., engl. TSG) geschützt. Die Pizza Napoletana besteht danach aus folgenden Grundstoffen: Weichweizenmehl, Bierhefe, natürliches Trinkwasser, geschälte Tomaten und/oder kleine Frischtomaten (pomodorini), Meersalz oder Kochsalz und natives Olivenöl extra. Weitere Zutaten, die verwendet werden können, sind Knoblauch und Oregano, frisches Basilikum und Mozzarella di Bufala Campana g.U. oder Mozzarella g. t. S. Das Backen erfolgt ausschließlich in Holzöfen, in denen eine für die Zubereitung wesentliche Backtemperatur von 485 °C erreicht wird. Die Garzeit darf 90 Sekunden nicht überschreiten. Typisch für die Pizza Napoletana ist auch der etwas dickere Rand mit „Leopardenmuster“.
Sie wird in zwei Varianten hergestellt:
- Pizza Marinara, mit Tomaten, Knoblauch, Olivenöl und Oregano
- Pizza Margherita, mit Tomaten, Mozzarella (aus Büffel- oder Kuhmilch, Fior di latte), Olivenöl und Basilikum.

Klassische Varianten der neapolitanischen Pizza, die nicht unbedingt Tomaten und Käse enthalten müssen, sind:
- Pizza aglio e olio, mit Knoblauch, Olivenöl und Oregano
- Pizza con cozze, mit Miesmuscheln, Knoblauch, Olivenöl und Petersilie
- Pizza alle vongole, mit Venusmuscheln, Tomaten, Knoblauch, Olivenöl, Petersilie und Oregano
- Margherita bianca, eine Margherita ohne Tomaten

2020 entspann sich ein Streit zwischen der Associazione Verace Pizza Napoletana (AVPN)  und der 1998 gegründeten Vereinigung der neapolitanischen Pizzabäcker Associazione Pizzaiuoli Napoletani (APN) über die Verwendung von Elektroöfen. Die AVPN hatte mit dem von dem neapolitanischen Ingenieur Giuseppe Carlo Russo Krauss entwickelten Scugnizzonapoletano erstmals einen Elektroofen für die Pizzaherstellung akzeptiert. Das Beharren auf Holzöfen sei nicht zeitgemäß, da diese in vielen Ländern nicht akzeptiert seien, was in 50 Jahren zum Aussterben der Pizza führen könne. Außerdem habe die UNESCO nicht den Holzofen, sondern die „Kunst des ‘Pizzaiuolo’“ in ihre Liste aufgenommen. Die APN kämpft dagegen an und betont, die einzigartige Tradition des Holzofens nicht wirtschaftlichen Überlegungen opfern zu wollen. Zudem sei mit der Verwendung von Elektroöfen die EU-Eintragung als Specialità tradizionale garantita (STG) gefährdet.

### Weitere Pizzatypen mit regionaler Tradition
Außer der Pizza Napoletana gibt es in Italien noch weitere Pizzatypen mit regionaler Tradition. Dazu gehört die Pizza Romana, eine sehr dünne und knusprige Pizza, die meist auf dem Blech gebacken wird. Die Pizza Genovese dagegen ist eine dickere Pizza, die eher an die urtypische Form des Fladenbrotes erinnert und eine Weiterentwicklung der Focaccia ist. 
Die Pizza cilentana stammt aus dem Cilento und wird im Gegensatz zur neapolitanischen Pizza aus einer Mischung aus Weich- und Hartweizen gebacken. Statt reiner Tomatensauce wird ein Soffritto aus Olivenöl, Zwiebeln und Tomaten aufgetragen, statt Mozzarella wird Ziegenkäse oder Cacioricotta verwendet. Als weitere Beläge können regionale Wurstspezialitäten wie Noglia Verwendung finden.

### Pizza-Varianten

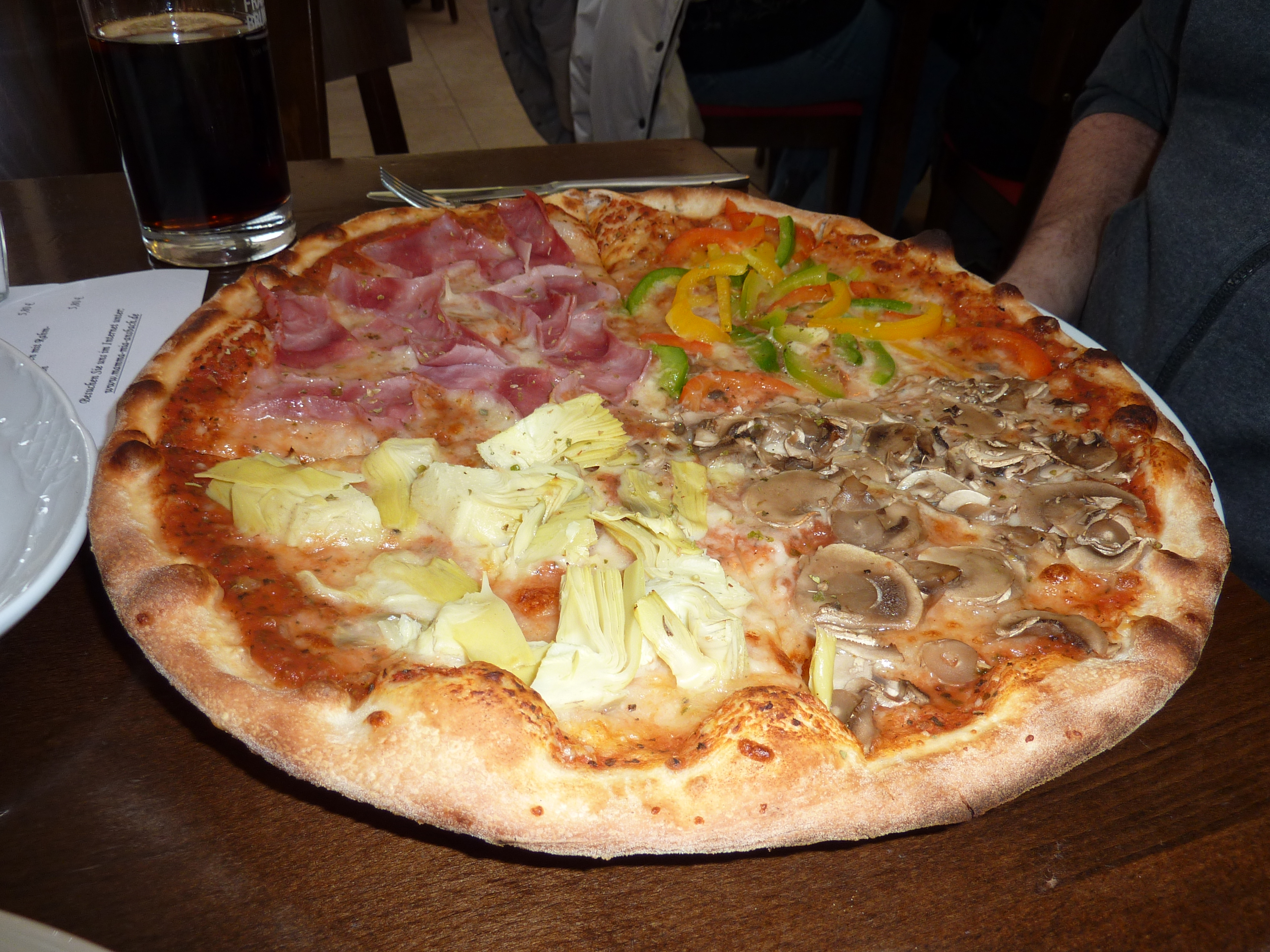
Pizza Vier Jahreszeiten

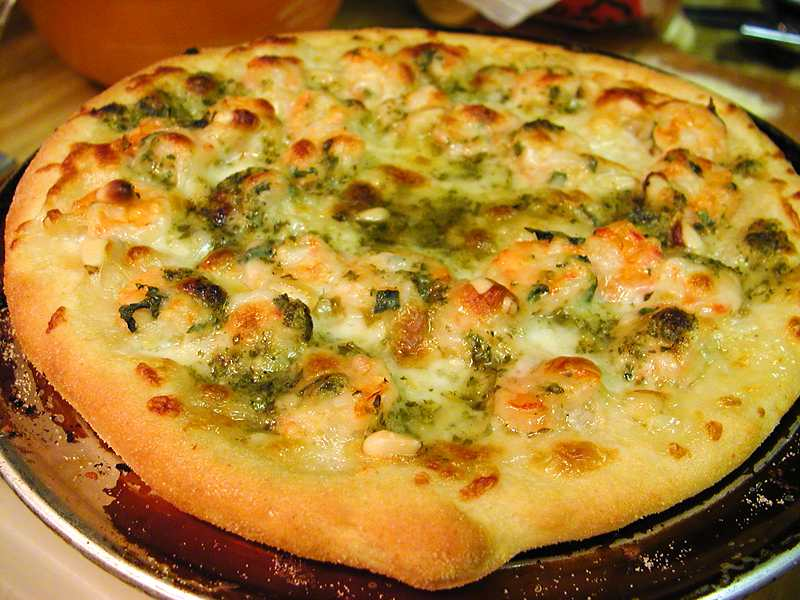
Pizza bianca

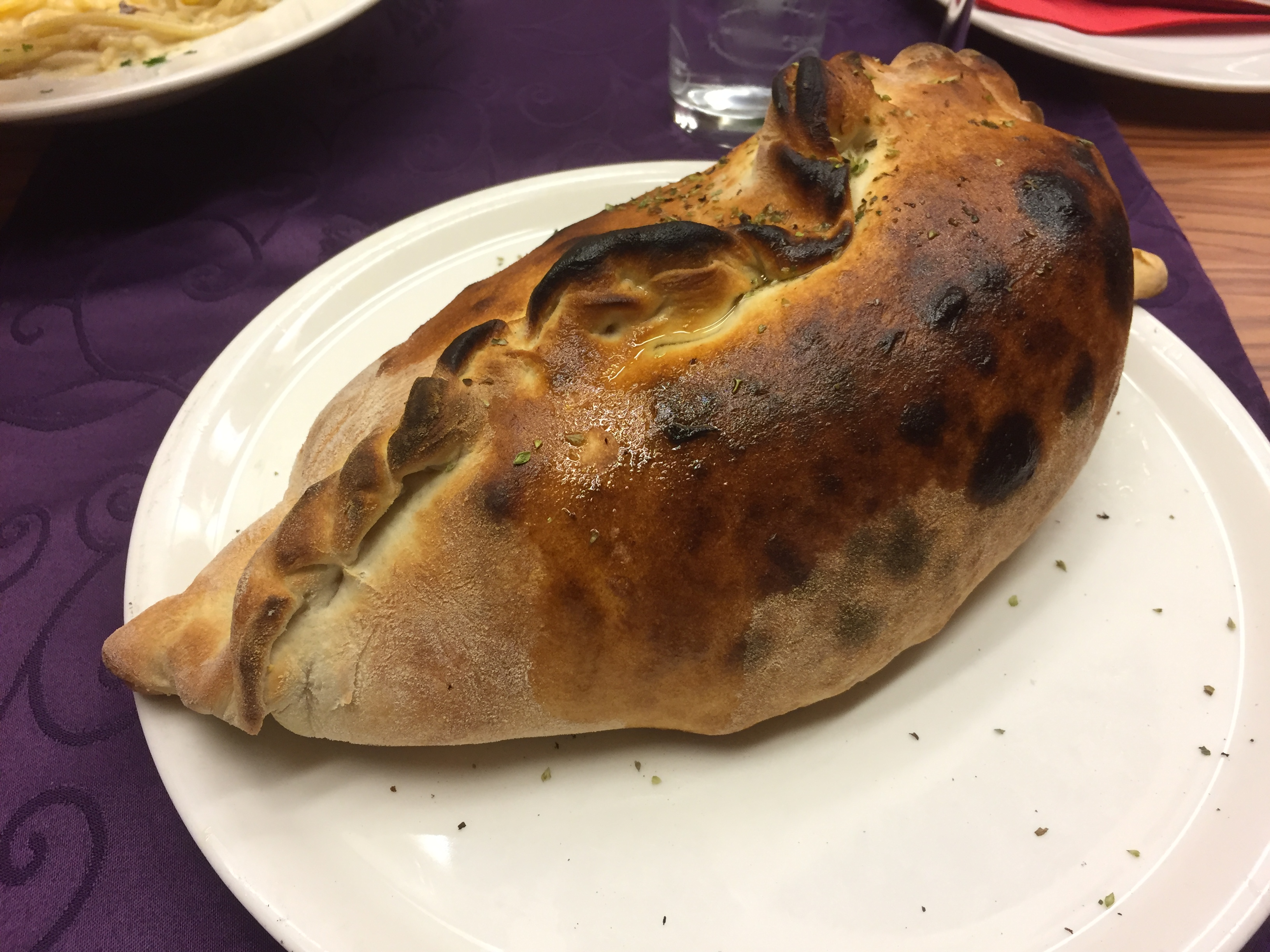
Calzone

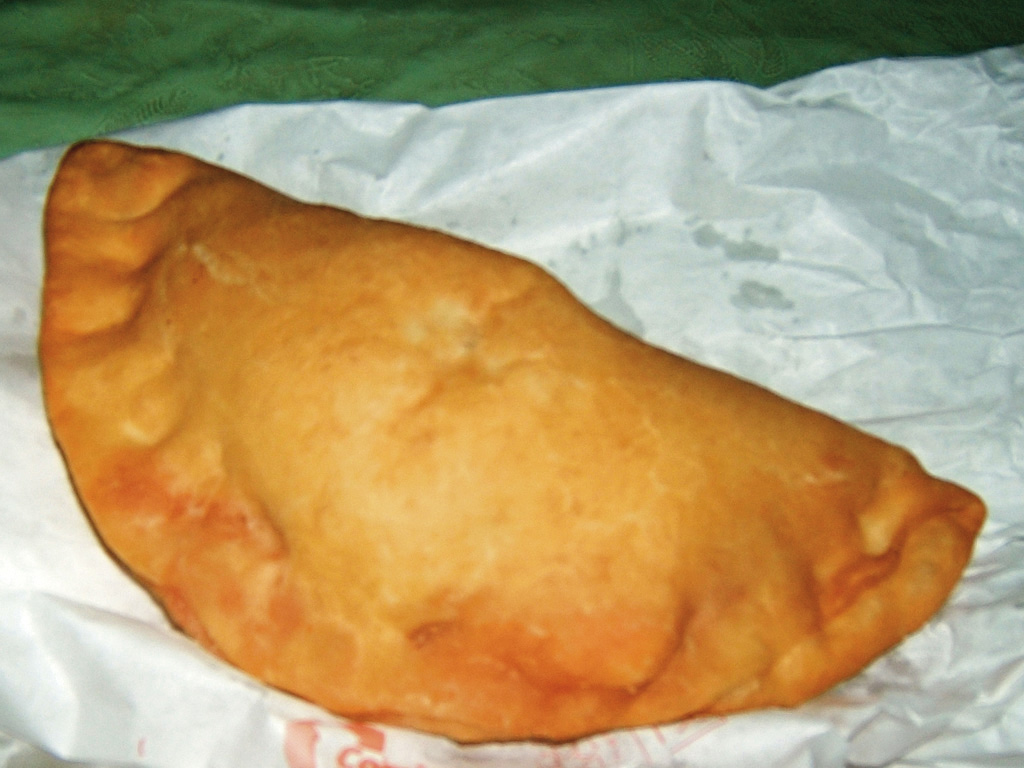
Pizza fritta

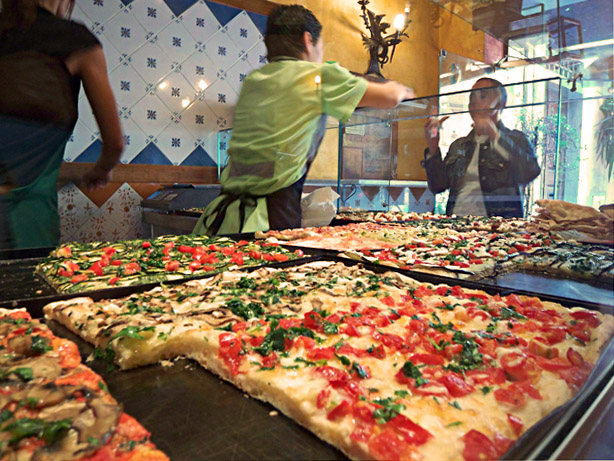
Pizza al taglio

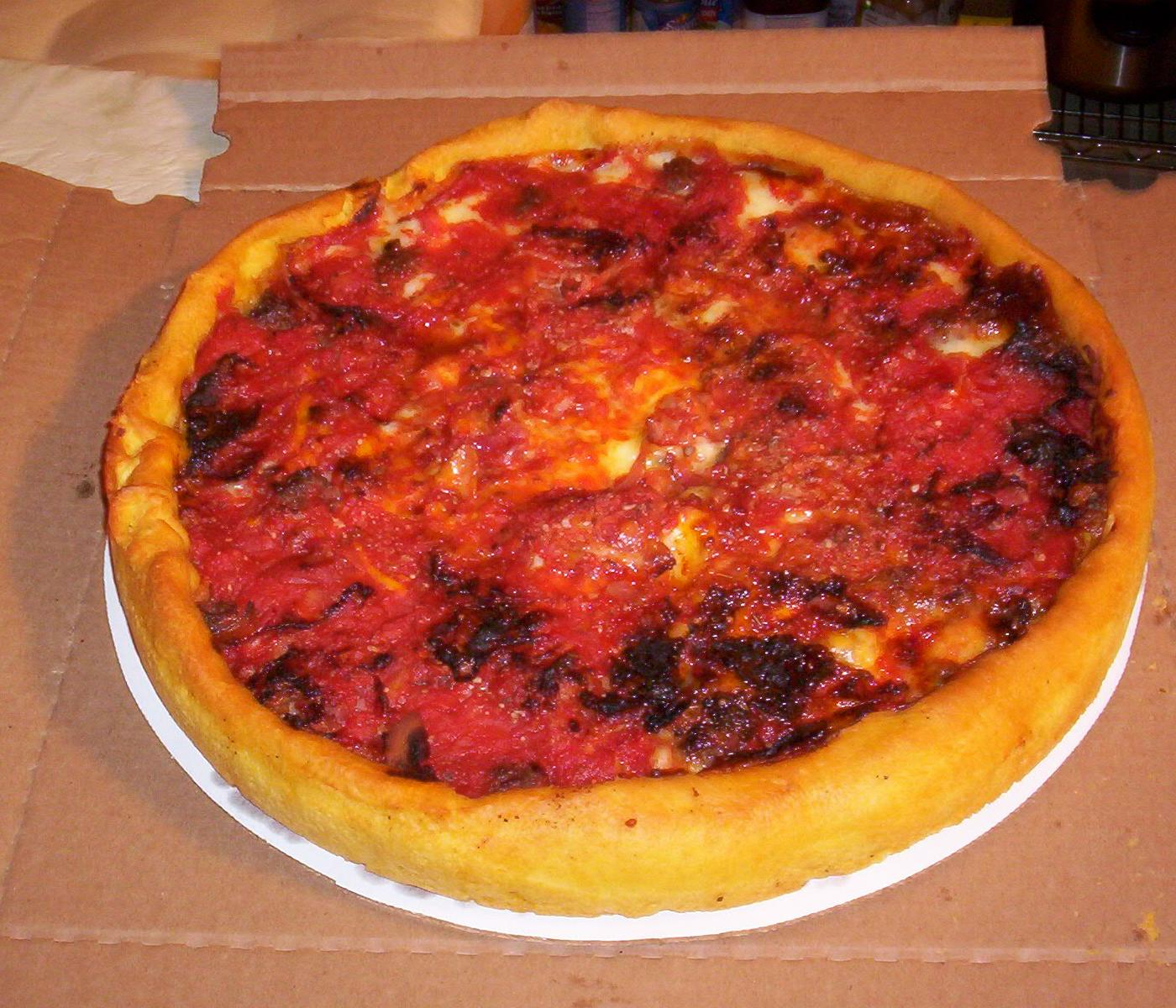
Chicago-style Pizza

Pizzasorten nach der Art des Belags sind z. B. Pizza capricciosa, Pizza alle quattro stagioni sowie Pizzen, die nach den Zutaten benannt wurden, mit denen sie belegt sind: Pizza al salame (mit Salami), Pizza ai funghi (mit Champignons), Pizza al prosciutto (mit Schinken), Pizza al tonno (mit Thunfisch) usw. Pizza quattro formaggi ist mit vier Sorten Käse (zum Beispiel Mozzarella, Parmesan, Gorgonzola und Pecorino), Pizza frutti di mare ist mit Meeresfrüchten belegt.
Verbreitet in Italien ist auch die Pizza bianca (weiße Pizza), eine Pizzavariation, die ohne Tomatensoße zubereitet wird. Eine Calzone (Italienisch für „Hose“) ist eine Pizza, bei der der Teigfladen vor dem Backen über dem Belag zusammengeklappt wird. Die traditionelle Füllung besteht aus Ricotta, rohem Schinken, Pilzen, Mozzarella, Parmesan und Oregano. Ursprünglich wurde die Calzone nicht im Ofen, sondern in einer Pfanne in Schmalz oder Öl gebacken, wie es als Pizza fritta in Neapel üblich ist.
In ganz Italien verbreitet ist die Pizza al taglio („Pizza am Stück“), die auf einem rechteckigen Blech gebacken und in kleineren Stücken verkauft wird. Angeboten wird sie häufig nicht nur in Pizzerien, sondern auch in Bäckereien.

### US-amerikanische Pizza
In den USA sind zwei Typen weit verbreitet, „Chicago-style-“ und „New York-style“-Pizza. Während die New Yorker Variante mit ihrem sehr dünnen Boden der italienischen Variante ähnelt, ist die Variante aus Chicago das Gegenteil: Der Teig bildet eine Schüsselform, wird mit Mozzarellascheiben ausgelegt und mit weiteren Zutaten gefüllt. Zum Schluss wird das ganze von oben mit zerkleinerten Tomaten bestrichen und mit Parmesan und Oregano bestreut.
Auch die Pizza Hawaii mit Kochschinken und Ananas ist nordamerikanischen Ursprungs. In Deutschland ist eine weitere Variante als „American Pizza“ populär, die sich vor allem durch einen dicken, luftigen Boden auszeichnet und unter anderem durch die Restaurantkette Pizza Hut bekannt wurde.

### Koschere Pizza
Eine sogenannte Pessach-Pizza wird aus Matzen zubereitet. Matzen ziehen sich in einer Mischung aus verquirlten Eiern mit Milch, Salz und Pfeffer voll. Ein ausgekochtes Blech mit hohem Rand wird mit Margarine oder Öl eingefettet, hierin die vorbereiteten Matzen eingelegt, Tomatensoße darüber gegossen und mit beliebigen Kräutern und geriebenem „gelbem Käse“ (Hart- oder halbfester Käse gevina tzehuba) bestreut. Danach in einem vorgeheizten Ofen gebacken.
Koschere Pizza sind an Pessach besonders beliebt, da der amerikanische Hartkäse, wie zum Beispiel Cheddar, kaum jemals ein halbes Jahr oder gar länger gereift ist, und somit anschließend gleich Fleisch gegessen werden darf. Anhand des Datums auf der Käseverpackung kann man erkennen, wie alt der Käse ist, und entscheiden, ob man sechs Stunden warten muss oder nicht. Fleisch darf nach dem Konsum von Milchprodukten gegessen werden, mit Ausnahme von Hartkäse, der länger als 6 Monate gereift ist.

### Pizza in der DDR
Die Pizza war auch in der DDR als Spezialität beliebt. Bereits 1966 wurden in einigen Tageszeitungen verschiedene Pizzarezepte zum Nachbacken veröffentlicht. Besonders in Berlin und in den Bezirksstädten gab es ab den 1970er Jahren einige Einrichtungen, die Pizza im Angebot hatten. So zum Beispiel eine HO-Eisdiele in Berlin-Weißensee, die ab 1975 selbstgebackene Pizza verkaufte. Zutaten waren damals nach eigenen Angaben: ungesüßter Hefeteig, Salami, roter und grüner Paprika, saure Gurken, Tomatenketchup, verschiedene Gewürze, und alles wurde mit Käse überbacken. Auf dem Weihnachtsmarkt in Ost-Berlin am Alexanderplatz wurde ab 1976 frisch zubereitete Pizza angeboten.
Im September 1979 begann im Kombinat Bako-Berlin, Betriebsteil VEB Libelle, die Pizzaproduktion in fünf Sorten. Zunächst wurden damit die Kaufhallen von Konsum und HO in Ost-Berlin beliefert. Pizzateig wurde dort jedoch auch von der Gastronomie bezogen. Die Pizzas waren dabei je nach Sorte mit Fleisch, Wurst, Äpfeln, Tomaten, Paprika, Eiern, Käse oder auch Nüssen belegt. 
Eine Anlage zur Herstellung von Tiefkühlpizza ging im April 1981 bei VEB Bako-Berlin in Betrieb. Es wurden stündlich ca. 600 Pizzas gebacken, gekühlt, gefrostet und danach tiefgekühlt in Folie und Umkartons verpackt. Es wurden dort ab 1980 pro Jahr 1300 Tonnen Pizza hergestellt. Anfang der 1980er Jahre boten dann auch einige Gaststätten und Konditoreien frisch zubereitete Pizza an. Bekannt war eine Konditorei in Berlin-Weißensee, die eine runde Pizza verkaufte. Diese Kreation bestand aus einer würzigen Tomatensoße und war belegt mit Zervelatwurst, Zwiebeln, verschiedenen Gewürzen, Tomaten und Käse. 
Bekannt war auch die Gaststätte Vierlanden in Berlin-Marzahn, die eine eigene Pizzeria betrieb. 1987 kam zur Jubiläumsfeier „750 Jahre Berlin“ die Jubiläumspizza Margarethe in den Handel. Ab 1988 stellte der VEB Libelle in Berlin-Biesdorf für den Handel Tiefkühlpizza in zehn verschiedenen Sorten her.
In der DDR-Gastronomie wurde zudem eine eigene Pizza-Variation kreiert. Das Gericht erhielt den Namen Krusta, wurde auf einem Backblech gebacken und in rechteckige, etwa handgroße Stücke geschnitten. Sie wurde von einem Kollektiv junger Köche entwickelt und bei der Messe der Meister von Morgen im November 1976 in Leipzig einem breiten Publikum vorgestellt. Die Krusta sollte dabei jedoch nicht die Pizza selbst oder sogar ihren Namen ersetzen.
Der Krustateig war dunkler, da er neben Weizen- auch Roggenmehl enthielt. Als Belag wurden Produkte genutzt, die in der DDR ganzjährig in ausreichender Menge verfügbar waren: Salami, Speck, Bierschinken, Eier, Hackfleisch, Hähnchenfleisch, Fisch, Letscho und Sauerkraut, aber auch Anchovis und kubanische Ananas. Die Krusta wurde in einer eigens dafür gegründeten Schnellimbiss-Gaststätte namens Krusta-Stube serviert. Ab 1986 gab es eine Imbisskette namens Pizza-Büfett.

### Tiefkühlpizza
Vorgebackene und tiefgekühlte Pizza gehört zu den meistverkauften Fertiggerichten. In den 1960er Jahren in den Vereinigten Staaten entwickelt, gelangte sie über Italien nach Europa. 1966 wurde eine „Minipizza“ samt dazugehörigem Aufbackofen vom italienischen Speiseeishersteller Motta auf deutschen Messen vorgestellt.
Die Herstellung von Tiefkühlpizza weicht in der Reihenfolge von der traditionellen Zubereitung ab. Die ausgestanzten Teigfladen werden zuerst mit Tomatensauce bestrichen und vorgebacken, dann nach dem Abkühlen mit den weiteren Zutaten belegt und schließlich schockgefroren. Der Teig kann neben Weizenmehl und Hefe auch modifizierte Stärke und zusätzliche Triebmittel wie Natriumhydrogencarbonat enthalten, was das Backen ohne vorheriges langsames Auftauen ermöglicht. Sowohl beim Vorbacken als auch beim Fertigbacken im Haushaltsbackofen liegen die Temperaturen weit unter denen eines Pizzaofens.
Tiefkühlpizza in großen Mengen stellte ab 1968 der Backwarenproduzent Romano Freddi aus Mantua her. Er entwickelte die Grundlagen zum Formen des Teigs, des Belegens und des Vorbackens für die industrielle Großproduktion. Neben der italienischen Firma Esselunga belieferte er auch Dr. Oetker, die Firma, die als erste die Tiefkühlpizza auf den deutschen Markt brachte. Ebenfalls 1968 folgten die ersten Hersteller in der Schweiz, 1970 die ersten in Deutschland, darunter auch Wagner, heute europaweit einer der Marktführer von Tiefkühlpizza mit einem Anteil von über 30 % in Deutschland sowie 26 % in Europa. Von Wagner wurde auch 1976 erstmals die tiefgekühlte „Steinofenpizza“ auf den Markt gebracht. Größter Hersteller in Europa ist die Freiberger Lebensmittel GmbH, die 1976 aus der Pizza-Versandbäckerei entstand.

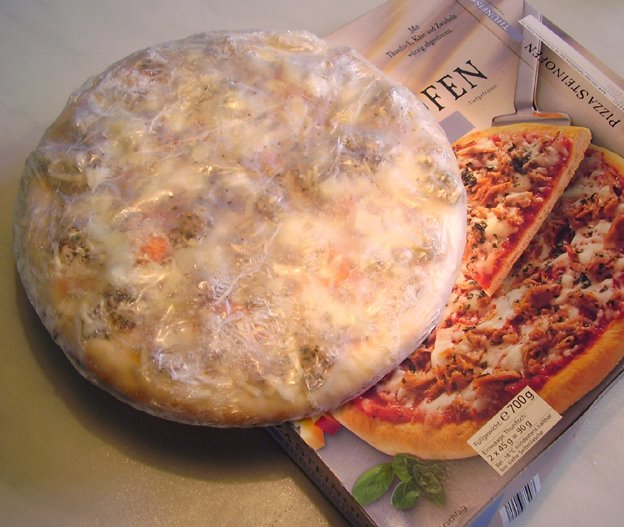
Handelsübliche Tiefkühlpizza in Folie

Der Verkauf von Tiefkühlpizza stieg in Deutschland rasch an: 1973 wurden 2.800 Tonnen hergestellt, 2020 wares es bereits 277.000 Tonnen. Die absatzstärksten Sorten des Herstellers Dr. Oetker waren 2017 nach Eigenangaben Salami, Speciale (Salami, Schinken, Champignons), Thunfisch, Hawaii (Schinken, Ananas) und Margherita. Dabei gibt es neben fertigbelegten Pizzen auch Produkte, deren Teig nicht belegt oder vorgebacken ist, sondern erst im Backofen des Endverbrauchers aufbäckt. Für Thunfisch-Pizza wird dabei in der Regel kein echter Thunfisch genutzt, sondern der nicht bedrohte echte Bonito (Katsuwonus pelamis), der nicht der Gattung der Thunfische (Thunnus) angehört. 
Die Geschäftsführerin des Deutschen Tiefkühlinstituts, Sabine Eichner, ordnet die Tiefkühlpizza als „Lifestyle-Produkt“ ein. Von Januar bis Juni 2021 wurde mit Tiefkühlpizzen ein Umsatz von 1,3 Milliarden Euro erwirtschaftet. Davon wurden mehr als eine Milliarde Euro mit Markenprodukten umgesetzt. Als weitere Convenience-Food-Form neben der Tiefkühlpizza bietet der Einzelhandel Pizza-Kits im Kühlregal an. Sie enthalten den Teig meist bereits aus- und auf Backpapier aufgerollt, der dann mit der ebenfalls enthaltenen Tomatensoße und separat zu erwerbenden Zutaten belegt werden kann.